# Castello di Selles-sur-Cher
Il castello di Selles-sur-Cher risale al XIII secolo ed è situato nel comune francese di Selles-sur-Cher.
Collocato a circa 40 km da Blois e a 55 km da Amboise, nell'area dei Castelli della Loira, lungo il corso del fiume Cher, fu originariamente una fortezza, costruita nel X secolo. Sulle vestigia di tale fortezza sorse nel XIII secolo l'attuale castello, poi completato nel XVII secolo.
Si compone di un insieme di padiglioni collegati da una galleria ad arcate.

## Storia
La prima fortezza fu costruita sul sito nella metà del X secolo da parte dal conte Tibaldo I di Blois.
Nel 1212 fu realizzato il castello vero e proprio ad opera di Roberto di Courtenay. La struttura era fiancheggiata da tre torri delle quali oggi rimane una sola, detta Torre del Gallo.
Nella seconda metà del XVI secolo il castello fu arricchito di nuovi padiglioni ad opera probabilmente della famiglia Trémouille, signori di Selles.
Gli ampliamenti principali furono però nel 1612 sotto Philippe de Béthune che trasformò profondamente il castello attraverso decorazioni policrome, affreschi, soffitti a cassettoni ad opera forse di Salomon de Brosse.
Nel 1813 furono distrutte le ultime vestigia della fortezza del X secolo, mentre nel 1838 fu distrutta la galleria ovest.
Il più importante restauro fu realizzato nel 1913 dall'architetto Pierre Chauvallon.